# جيروذ أغبس القدم
جيروذ أغبس القدم أو برغوث فأر الغابات (الاسم العلمي:Neotoma fuscipes) هي نوع من الحيوانات تتبع جنس الجيروذ من فصيلة الفأرية.